# Oberammergau
Oberammergau este o comună din sudul landului Bavaria, Germania la 90 de Km spre Sud de München și la 20 de Km spre Nord de una din renumitele stațiuni turistice din Bavaria, Garmisch-Partenkirchen.
Oberammergau, alături de Unterammergau la Vest, Bad Kohlgrub și Saulgrub la Nord, Schwaigen și Grafenaschau la Est și Oberau la Sud, sunt comunele care încadrează perfect masivul Ammergau din Alpii Bavariei.